# أولاد حسون حمري
 أولاد حسون حمري (بالإنجليزية: OULAD HASSOUNE HAMR)‏ هي جماعة قروية تابعة لإقليم الرحامنة ضمن جهة مراكش أسفي بالمغرب. بلغ مجموع عدد سكان  أولاد حسون حمري حسب إحصاءات 2004 حوالي 8554 نسمة يعيشون في 1228 أسرة.

## إحصاء عام
| السنة | عدد السكان | عدد الأسر | عدد الأجانب |
| ----- | ---------- | --------- | ----------- |
| 1994  | 8455       | 1132      | °°°°        |
| 2004  | 8554       | 1228      | 0           |